# セルシス
株式会社セルシス（英: CELSYS, Inc.）は、東京都新宿区に本社を置き、アニメーション・マンガ製作ソフトウェアの開発や電子書籍ソリューションを行っている日本の企業である。

## 沿革
- 1991年5月1日 - 株式会社セルシス（初代法人）を設立。
- 1993年9月 - アニメーション制作ソフト 「RETAS!PRO Ver.1」を発売
- 2001年8月 - マンガ制作ソフト 「ComicStudio Ver.1.0」を発売
- 2003年11月 - KDDI（au）「CDMA 1X WIN」において、コミックビューア「ComicSurfing」の商用サービスを開始
- 2006年12月12日 - 名古屋証券取引所セントレックス市場に株式上場。
- 2009年4月 - イラスト作成ソフト「IllustStudio」を発売
- 2010年11月4日 - 東京証券取引所市場第2部に株式上場。
- 2011年1月25日 - 名古屋証券取引所セントレックス市場の上場廃止。
- 2012年
  - 3月28日 - 東京証券取引所市場第2部の上場廃止。
  - 4月2日 - 株式会社セルシス（初代法人）及び株式会社エイチアイが株式移転の方法によりアートスパークホールディングス株式会社（現・株式会社セルシス）を設立。当社の普通株式を株式会社東京証券取引所市場第二部に上場。
  - 5月31日 - イラスト・マンガ制作ソフト「CLIP STUDIO PAINT PRO」を発売
  - 7月10日 - セルシスが中国新設合弁会社を設立。社名は、廈門聯合優創網絡科技有限公司（UNICORN）
  - 12月20日 - イラスト・マンガ制作ソフト「CLIP STUDIO PAINT EX」を発売
- 2013年
  - 9月 - 「CLIP STUDIO PAINT」の全世界での発売を開始
- 2014年
  - 2月 - 子会社株式会社エイチアイが、UI/UX事業における事業規模拡大のため、株式会社エイチアイ関西の株式の91.7%を取得し、当社の孫会社化。
  - 4月 - 子会社株式会社エイチアイが、UI/UX事業における事業規模拡大のため、株式会社U'eyes Designの株式の60.6%を取得し、当社の孫会社化。
  - 12月 - スマホ向け無料ソーシャルお絵かきアプリ「kakooyo!」を公開
- 2015年
  - 6月 - 事業構造改革のため、株式会社U'eyes Designの全株式を売却。
  - 10月 - 「CLIP STUDIO PAINT」にアニメーション制作機能を提供開始
- 2016年
  - 7月 - 事業構造改革のため、株式会社エイチアイ関西（現・HIK株式会社）の全株式を売却[1]。
  - 12月 - 素材提供サービス「CLIP STUDIO ASSETS」を全世界に提供開始
- 2018年
  - 9月 - 電子書籍ソリューション「CLIP STUDIO READER」を提供開始
- 2019年
  - 1月 - Socionext Embedded Software Austria GmbHの全株式を取得、当社の子会社化[2]。
  - 2月 - Socionext Embedded Software Austria GmbHがCandera GmbHへ商号変更。
  - 6月 - 株式会社カンデラジャパンを設立。
  - 12月 - Candera America Inc．を設立。
  - 12月 - 「CLIP STUDIO PAINT for iPhone」を全世界同時にリリース
- 2020年
  - 3月 - 「CLIP STUDIO PAINT for Galaxy」を全世界同時にリリース
  - 12月 - 「CLIP STUDIO PAINT Android版 / Chromebook版」を全世界同時にリリース
- 2021年
  - 3月 - 事業構造改革のため、株式会社エイチアイの全株式を株式会社ミックウェアに売却[3]。
- 2022年
  - 6月 - 100%子会社・株式会社CLIPソリューションズを設立。
  - 9月 - 子会社株式会社セルシス（初代法人）と合併し、社名を株式会社セルシス（2代目法人）に変更。
  - 11月 - 株式会社CLIPソリューションズが株式会社andDC3へ商号変更
- 2023年
  - 1月 - 電子書籍配信ソリューション事業を株式会社andDC3へ譲渡
  - 8月 - 連結子会社であるCandera GmbHの全株式を加賀FEI株式会社に譲渡、連結子会社である株式会社カンデラジャパン（現社名・株式会社シージェイ）のUI/UX事業を簡易吸収分割により加賀FEI株式会社に継承[4]。
  - 10月 - LINE Digital Frontierのセルシス株式保有比率が6.05％に増加[5]。
  - 12月 - LINE Digital Frontier株式会社と資本業務提携契約を締結[6][7]
- 2024年
  - 9月 - 東京証券取引所プライム市場に市場変更。
- 2025年
  - 1月 - 株式会社andDC3を吸収合併[8]

## 商品一覧

### ソフトウェア
- CLIP STUDIO PAINT - ペイントアプリ。IllustStudioとComicStudioの後継ソフト。
- CLIP STUDIO MODELER - CLIP STUDIO PAINT用3D素材作成のためのセットアップアプリ。
- RETAS STUDIO - アニメーション制作アプリ

### ハードウェア
- CLIP STUDIO TABMATE - ペンタブレットやタブレットデバイスなどと併用し、CLIP STUDIO PAINTでより快適にイラストやマンガ、アニメーションの制作を行えるワイヤレスの片手入力デバイス[9]

### クリエイター向けサービス
- CLIP STUDIO START  - 創作活動のためのポータルアプリ＆WEBサービス。
- CLIP STUDIO ASSETS - トーンや3Dなどの素材をダウンロードしたり、オリジナル素材を出品したりすることができるサービス
- CLIP STUDIO ASK - 創作にまつわる質問サービス
- CLIP STUDIO TIPS お絵かきのコツ - ソフトの使い方、制作テクニック、豆知識などを学んだり、投稿したりすることができるサービス
- CLIP STUDIO SHARE - マンガやイラスト集などの作品を電子書籍化（Webページ化）するサービス
- CLIP STUDIO MONO - 作品を“モノ”として入手・出品できる新しいデジタルコンテンツサービス
- イラスト・マンガ描き方ナビ - クリエイターのための情報サイト
- マンナビ - マンガ持ち込み・投稿・マンガ賞ポータルサイト
- モチコミonline - 漫画家志望者と編集者をオンライン打ち合わせをマッチングするための検索・予約システムサービス

### コンテンツ流通ソリューション

#### 電子書籍配信ソリューション
- CLIP STUDIO READER - 「BS Reader」の名称を「CLIP STUDIO READER」へ変更。「CLIP STUDIO」ブランドに統一。[10]
- ComicDC - 配信サーバー

#### コンテンツ流通基盤ソリューション
- DC3 - ブロックチェーンを活用したデジタルコンテンツ流通基盤ソリューション

### 旧製品
- BS Reader - 以前は「ComicSurfing」と称していたが小説など文字中心の電子書籍が閲覧可能になったために発展的に名称をBookSurfingへ変更。さらに.book形式へ対応。
- CLAYTOWN
- CLIP STUDIO COORDINATE
- ComicStudio
- IllustStudio
- NOVEL STUDIO
- BOOK LINER
- POSE STUDIO
- PowerTone
- QUMARION - 人型入力デバイス[11]。
- Tab-Mate Controller
- 六角大王Super
- CLIP STUDIO ACTION
- Metasequoia - 株式会社テトラフェイスから許諾を受け、提供
- kakooyo! - スマートフォン向けお絵描きアプリ